# コリアンリーグ
コリアンリーグは、韓国におけるラグビーのトップリーグである。社会人・大学の混成により3月から10月にかけてリーグ戦が展開されている。

## チーム
- 浦項
- 三星SDI
- 韓国電力
- 尚武（大韓民国国軍体育部隊）
- 高麗大学
- 延世大学
- 檀国大学
- 慶熙大学